# Вокервил (Мичиген)
Вокервил (енгл. Walkerville) град је у америчкој савезној држави Мичиген.

## Демографија
По попису из 2010. године број становника је 247, што је 7 (-2,8%) становника мање него 2000. године.
| Група             | 2000.       | 2010.       |
| Белци             | 207 (81,5%) | 185 (74,9%) |
| Афроамериканци    | 6 (2,4%)    | 3 (1,2%)    |
| Азијати           | 0 (0,0%)    | 1 (0,4%)    |
| Хиспаноамериканци | 37 (14,6%)  | 44 (17,8%)  |
| Укупно            | 254         | 247         |